# Stictotarsus ibericus
Stictotarsus ibericus är en skalbaggsart som beskrevs av Dutton och Angus 2007. Stictotarsus ibericus ingår i släktet Stictotarsus och familjen dykare. Inga underarter finns listade i Catalogue of Life.